# 张平 (外交官)
张平（1962年8月—），男，中华人民共和国外交官，曾任中华人民共和国驻斐济共和国特命全权大使和中华人民共和国驻洛杉矶总领事。

## 生平
1985年，进入中华人民共和国外交部工作，先后在驻越南大使馆、外交部美洲大洋洲司、外交部北美大洋洲司、驻纽约总领事馆任职。2000年，任驻澳大利亚大使馆参赞。2004年，任外交部北美大洋洲司参赞。2006年，任驻美国大使馆参赞，后升公使衔参赞。2011年，任中国人民外交学会副会长。2015年2月，出任中华人民共和国驻斐济共和国特命全权大使。2017年11月，出任中华人民共和国驻洛杉矶总领事。2022年12月，自驻洛杉矶总领事离任。

## 家庭
张平已婚，妻子陈蔚。

## 荣誉
外国勋章奖章
- 斐济官佐勋章（英语：Order of Fiji）（斐济，2017年10月12日于苏瓦颁发[5]）